# Ганс Тіррінґ
Га́нс Ті́ррінґ (нім. Hans Thirring; 23 березня 1888, Відень — 22 березня 1976, Відень) — австрійський фізик-теоретик, професор, батько Вальтера Тіррінґа.

## Біографія
Ганс Тіррінґ народився 23 березня 1888 року в сім'ї шкільного вчителя у Відні, куди його предки переїхали з Тюрингії (звідси й походження прізвища) під час Тридцятирічної війни.
До 1910 року Ганс Тіррінґ навчався разом із Ервіном Шредінгером у Віденському університеті. Потім він працював у Інституті теоретичної фізики Віденського університету, де в 1911 році під керівництвом Фрідріха Газенерла захистив дисертацію на тему «Деякі термодинамічні співвідношення в околі критичної та потрійної точок». В 1927 році став професором і до 1938 року керував Інститутом теоретичної фізики.
В 1927 році в Тіррінґа народився син Вальтер, який пізніше став відомим фізиком-теоретиком та зробив значний внесок до квантової теорії поля й математичної фізики.
Після аншлюсу Австрії в 1938 році Тіррінґ був звільнений з посади, оскільки активно контактував із Альбертом Ейнштейном, Зіґмундом Фройдом, мав пацифістичні й антивійськові погляди. Як згадує Ґвідо Бек, Тіррінґ ще на початку 1920-х років був одним із небагатьох професорів Віденського університету, що відмовлявся вести лекції, якщо до них не допускали єврейських студентів, за що нерідко ставав мішенню для багатьох ультраправих студентських організацій. Пізніше після звільнення він працював консультантом у багатьох фірмах, зокрема в Siemens. В 1946–1947 роках Тіррінґ був деканом філософського факультету Віденського університету.
Після закінчення війни Тіррінґ дав слово, що його наукова робота буде направлена тільки на збереження миру. В 1957 році він був одним із організаторів першої Пагвоської конференції, що зібрала багатьох світових учених (зокрема в ній брали участь Лео Сілард і Хідекі Юкава), де підіймалися такі питання, як небезпечність ядерної зброї, контроль за її використанням, відповідальність вчених.
Ганс Тіррінґ брав активну участь в австрійській політиці. Він був членом соціал-демократичної партії й обирався від неї до Бундесрату, де був депутатом з 1957 до 1963 року. За активну участь в русі за мир він двічі номінувався на Нобелевську премію миру. В 1963 році запропонував план одностороннього розброєння Австрії, який став відомий як план Тіррінґа. Його концепція нейтральної Австрії, яка включала в себе повне розброєння країни та розпуск армії, а охорона кордонів пропонувалася ООН. Але австрійський уряд та ведучі партії Бундесрату відкинули такі ідеї.
Ганс Тіррінґ помер 22 березня 1976 року, не доживши одного дня до свого 88-річчя.

## Наукова діяльність і винаходи
Головним науковим досягненням Ганса Тіррінґа вважається його сумісна з Йозефом Лензе робота 1918 року, де була передбачена релятивістська поправка до прискорення Коріоліса, яка враховує викривлення простору-часу близько від великих мас, що обертаються. Ця поправка отримала назву ефекта Лензе — Тіррінґа. У 2004 році цей ефект був підтверджений в експерименті Gravity Probe B, що був проведений у відкритому космосі на орбіті навколо Землі.
В 1928 році, ще до появи в Європі перших американських звукових фільмів, Тіррінґ запропонував метод виробництва та відтворення звукового кіно за допомогою селенових елементів (відомі як елементи Тіррінґа), що використовувалися як світлочутливі. В 1929 році разом із піонером австрійського радіомовлення, директором радіостанції RAVAG Оскаром Чайя він заснував компанію «Селенофон» — першу в Австрії фірму з виробництва звукових фільмів. Фірма була популярною у Відні, але доволі скоро була витіснена американськими конкурентами. Елементи Тіррінґа також знайшли застосування в інших галузях, наприклад, як фотоелемент для сигналізацій; сенсор, що вмикав або вимикав дальнє світло при наявності зустрічних автомобілів тощо.
Тіррінґ був завзятим лижником, тож одного разу, спостерігавши за тим, як його син катався на лижах, розметавши руки з непромокальним плащом, він побачив, що за допомогою плаща спуск стає плавним та легким. Помітивши цей факт, він сконструював лижний парашут (плащ Тіррінґа) — свого роду полотно між руками й ногами, яке дає відчуття плавності спуску. Пізніше Тіррінґ писав, що це найприємніший винахід його життя.